# SN 1991N
SN 1991N – supernowa typu Ic odkryta 2 kwietnia 1991 roku w galaktyce NGC 3310. Jej maksymalna jasność wynosiła 15,50m.